# Ranger of Windsor Great Park
Ranger of Windsor Great Park ist ein britisches Amt, welches für den Schutz und den Unterhalt des Great Park von Windsor im englischen County of Berkshire zuständig. Der Ranger stand immer in einem engen Verhältnis zum Monarchen.

## Geschichte
Es gibt einen Hinweis, dass das Amt bereits im 15. Jahrhundert bestand. Ansonsten wurde das Amt 1601 geschaffen. 1671 wurde Baptist May zum Ranger ernannt und die Great Lodge, heute heißt sie Cumberland Lodge, als Residenz zugewiesen. Eine der bekanntesten Amtsinhaberinnen waren Sarah, Duchess of Marlborough, die 1702 von ihrer engen Freundin, Queen Anne, ernannt wurde. Das Amt wird derzeit von Charles III. ausgeübt.
Seit 1917 ist die Cumberland Lodge nicht mehr die offizielle Residenz. 1947 übergab George VI. das Haus an die King George VI and Queen Elizabeth Foundation of St Katharine’s, die es bis heute nutzt.

## Amtsinhaber
- 1601–1616 Sir Charles Howard, später Earl of Nottingham
- 1644–1662 Sir Edward Nicholas
- 1648–1650 Philip Herbert, 4. Earl of Pembroke
- 1671–1697 Baptist May, enger Freund von Karl II.
- 1697–1702 William Bentinck, 1. Earl of Portland, Jugendfreund von William III.
- 1702–1744 Sarah Churchill, Duchess of Marlborough, enge Freundin von Queen Anne
- 1744–1746 Hon. John Spencer, Enkel der Vorgängerin
- 1746–1765 Prince William, Duke of Cumberland, Lieblingssohn von George II.
- 1765–1790 Prince Henry, Duke of Cumberland and Strathearn, Bruder von Georg III. Nach seinem Tod lebte seine Frau bis zu ihrem Tod 1803 in Cumberland Lodge.
- 1840–1861 Prince Albert, Ehemann von Königin Victoria
- 1867–1917 Prince Christian of Schleswig-Holstein, Schwiegersohn von Königin Victoria
- 1917–1936 Georg V.[2]
- 1937–1952 Georg VI.[3]
- 1952–2021 Prince Philip, Duke of Edinburgh, Ehemann von Elisabeth II.[4]
- Seit 2022 Charles III.[5]

## Aufgaben
Die Hauptaufgabe des Rangers besteht darin den Gesamtbetrieb des Parks sicherzustellen, indem er die Richtung vorgibt. Prinz Philipp, der bislang letzte Ranger, versuchte den Park der Öffentlichkeit zugänglich zu machen.